# Праздники Турции
В Турции на государственном уровне отмечаются восемь праздников, они были установлены Актом № 2429 от 19 марта 1981 года. Кроме того, широко отмечаются общемусульманские даты и многочисленные народные празднования.
| Дата                                    | Название                                       | Турецкое название                 | Примечания |
| --------------------------------------- | ---------------------------------------------- | --------------------------------- | --- |
| 1 января                                | Новый год                                      | Yılbaşı                           | |
| 23 апреля                               | День национальной независимости и детей Турции | Ulusal Egemenlik ve Çocuk bayramı | В память о проведении первого Великого национального собрания Турции в 1920 году в Анкаре, которое было посвящено детям.                      |
| 1 мая                                   | День труда и солидарности                      | Emek ve Dayanışma Günü            | |
| 19 мая                                  | День памяти Ататюрка, молодёжи и спорта        | Gençlik ve Spor Bayramı           | Годовщина выступления Ататюрка в 1919 году в Самсуне, в котором лидер нации призвал молодёжь к мобилизации против врагов Турецкой Республики. |
| 30 августа                              | День Победы                                    | Zafer Bayramı                     | Разгром иностранных интервентов в сражении при Думлупынаре в 1922 году в войне за независимость.                                              |
| 29 октября                              | День Республики                                | Cumhuriyet Bayramı                | Республика провозглашена в 1923 году. |
| Окончание мусульманского месяца Рамадан | Праздник разговения (Рамазан)                  | Ramazan Bayramı                   | Празднования длятся 3 дня. |
| 10 день месяца зульхиджа                | Праздник жертвоприношения (Курбан-байрам)      | Kurban Bayramı                    | Празднования длятся 4 дня. |

## Религиозные праздники
Помимо Курбан-байрама и Рамазана в Турции также отмечаются и другие мусульманские праздники. Среди них Новый год по Хиджре, День Ашура (поминовение пророков и посланников Аллаха), Маулид ан-Наби (день рождения пророка Мухаммеда), Ночь отпущения грехов, Ночь дарования Корана и т. д.

## Народные праздники
Практически в каждом турецком поселении проводятся свои увеселительные мероприятия. Кроме того, собственные праздники имеют и религиозные меньшинства Турции. 
К наиболее значительным народным празднованиям относятся Навруз (праздник весны), Фестиваль Мевляны в Конье (памяти великого философа и поэта Руми по прозвищу Мевляна «повелитель»), Фестивали винограда и «Месир Маджуну» в Манисе (древний праздник сбора винограда), Фестиваль моркови и гювеча в Бейпазары (конкурсы на самое вкусное блюдо) и другие.